# Iwan Fadiejkin
Iwan Anisimowicz Fadiejkin (ros. Иван Анисимович Фадейкин, ur. 11 września 1917 we wsi Monastyrskoje w obwodzie penzeńskim, zm. w październiku 1979 w Moskwie) – funkcjonariusz radzieckich służb specjalnych, generał porucznik.

## Życiorys
W 1939 ukończył Kujbyszewski Instytut Dziennikarstwa, później służył w Armii Czerwonej, zastępca szefa wydziału politycznego 352 Dywizji Piechoty, dowódca pułku i dywizji, od 16 sierpnia do 18 października 1943 dowódca 94 Gwardyjskiej Dywizji Piechoty, od 18 października 1943 do 31 sierpnia 1944 dowódca 98 Gwardyjskiej Dywizji Piechoty, od 16 listopada 1944 do 16 lutego 1945 szef sztabu i dowódca 30 Gwardyjskiej Dywizji Piechoty, trzykrotnie ranny. Od marca 1945 zastępca szefa wydziału Głównego Zarządu Kadr Ludowego Komisariatu Obrony ZSRR, od października 1946 do września 1949 studiował w Wojskowej Akademii im. Frunzego w Moskwie, pracował w wywiadzie, od 1950 w Komitecie Informacji przy MSZ ZSRR, pracownik rezydentury MGB w Niemczech, od 9 czerwca do 17 lipca 1953 pełnomocnik MWD w Niemczech, od 17 lipca 1953 do marca 1954 zastępca pełnomocnika MWD w Niemczech. Od marca do października 1954 zastępca szefa Inspekcji ds. Zagadnień Bezpieczeństwa przy Najwyższym Komisarzu ZSRR w Niemczech, od listopada 1954 do 23 marca 1957 szef Wydziału 3 Pierwszego Głównego Zarządu KGB ZSRR, od 23 marca 1957 do stycznia 1961 szef Oddziału 13 tego zarządu, 18 lutego 1958 mianowany generałem majorem. Od stycznia 1961 do 19 lutego 1963 I zastępca szefa Zarządu 3 KGB ZSRR, od 19 lutego 1963 do 23 lutego 1966 szef Zarządu 3 KGB ZSRR, 9 grudnia 1964 awansowany na generała porucznika, od 23 lutego 1966 do 12 marca 1974 pełnomocnik KGB ds. Koordynacji i Kontaktów z MBP NRD, od sierpnia 1974 do stycznia 1978 zastępca szefa Głównego Zarządu Przemysłu Mikrobiologicznego przy Radzie Ministrów ZSRR, od stycznia do marca 1978 szef zarządu Pierwszego Głównego Zarządu KGB ZSRR, od marca do listopada 1978 rezydent KGB w Teheranie, później ponownie szef zarządu Pierwszego Głównego Zarządu KGB ZSRR.

## Odznaczenia
- Order Rewolucji Październikowej (13 grudnia 1977)
- Order Czerwonego Sztandaru (czterokrotnie, w tym 18 grudnia 1956 i 30 października 1967)
- Order Aleksandra Newskiego
- Order Czerwonego Sztandaru Pracy (21 grudnia 1970)
- Order Czerwonej Gwiazdy
- Odznaka „Zasłużony Funkcjonariusz Bezpieczeństwa Państwowego” (25 grudnia 1958)
- Order Zasług dla Ojczyzny NRD
- Order Scharnhorsta (NRD)

I 10 medali.